# Webley-Fosbery Revolver
Der Webley-Fosbery Revolver ist ein von Webley and Scott hergestellter Revolver, der nach der Schussabgabe selbsttätig erneut schussbereit wird (Selbstlader). Charakteristisch ist die zickzackförmige Einfräsung auf der Trommel.

## Entwicklung, Produktion
Der Prototyp wurde 1895 von Lieutenant Colonel George Vincent Fosbery auf der Basis eines Colt Single Action Army hergestellt. Von der britischen Firma Webley and Scott in Birmingham zur Serienreife gebracht wurde er dort von 1901 bis 1924 produziert.
Der  Webley-Fosbery Automatic Revolver hat eine 6-schüssige Trommel im Kaliber .455, einige wenige wurden auch mit 8 Schuss im Kaliber .38 ACP hergestellt. Er wurde in mehreren nur leicht voneinander abweichenden Versionen gebaut. Dabei blieb die Lauflänge mit 152 mm gleich (Kürzere Varianten existieren), die anderen Abmessungen variierten jedoch um wenige Millimeter.

## Technik

Anders als hier dargestellt befindet sich der Steuerbolzen beim Webley-Fosbery Revolver unter der Trommel. Der Pancor Jackhammer und Mauser M78 Zick-Zack haben einen ähnlichen Mechanismus.

Der Webley-Fosbery Revolver ist ein halbautomatischer Rückstoßlader. Beim Schuss läuft der obere Rahmen mit Trommel und Lauf (Trommel-Lauf System)  auf dem Griffrahmen zurück, wobei der Hahn gespannt wird, durch eine im Griffrahmen angebrachte Feder wird er wieder nach vorne gebracht. Im Rück- und Vorlauf greift ein aus dem Griffrahmen herausragender Bolzen in die als Leitkurven dienenden zick-zack-förmigen Nuten auf der Außenseite der Trommel ein und dreht diese weiter. Die Waffe ist wieder schussbereit. Aus dem Patent von 1897 geht hervor, dass für den Trommeltransport anfangs das allgemein gebräuchliche System vorgesehen war.
Wie bei den großkalibrigen Webley-Revolvern muss zum Laden des Webley-Fosbery der Lauf abgekippt werden. Um den ersten Schuss abzugeben, muss das Trommel-Lauf System zurückgezogen werden, darauf wird es durch Federkraft wieder nach vorne gebracht. Die Sicherung, ein auf der linken Seite des Rahmens angebrachter Hebel war notwendig, da die Waffe mit gespanntem Hahn geführt wurde.
Der Trommeltransport entspricht einem auch beim Mauser-Revolver Modell 1878 angewendeten Prinzip, bei dem der Bolzen jedoch auf dem Abzugsmechanismus angebracht ist. Das System basiert auf einem von E. K. Root – einem leitenden Ingenieur der Firma Colt – entwickelten und 1855 patentierten Prinzip (US-Patent No. 13,999 Dec. 25 1855), (US-Patent No.14905 May 20 1856)

## Einsatz
Der Vorteil war eine schnelle Schussfolge und Berichten zufolge auch eine gute Schusspräzision (auf  15–20 Meter eine Trefferdichte von zirka 50 mm mit dem schweren, langsam fliegenden .455er Geschoss). Aufgrund seiner Genauigkeit war das Modell bei Sportschützen recht beliebt. Später wurde es der British Army vorgestellt, aber nach deren Begutachtung als nicht tauglich abgelehnt. Inoffiziell stand es Offizieren jedoch frei, den Revolver privat zu erwerben und als persönliche Waffe zu führen. Nachteilig war, dass der Selbstspannmechanismus nur dann einwandfrei funktionierte, wenn man beim Schießen den Arm absolut starr hielt. Ein zweiter Kritikpunkt war das schnelle Verschmutzen des Mechanismus unter den Bedingungen in den Schützengräben des Ersten Weltkrieges. Die Gesamtauflage aller gefertigten Exemplare betrug etwa 4800 Stück.

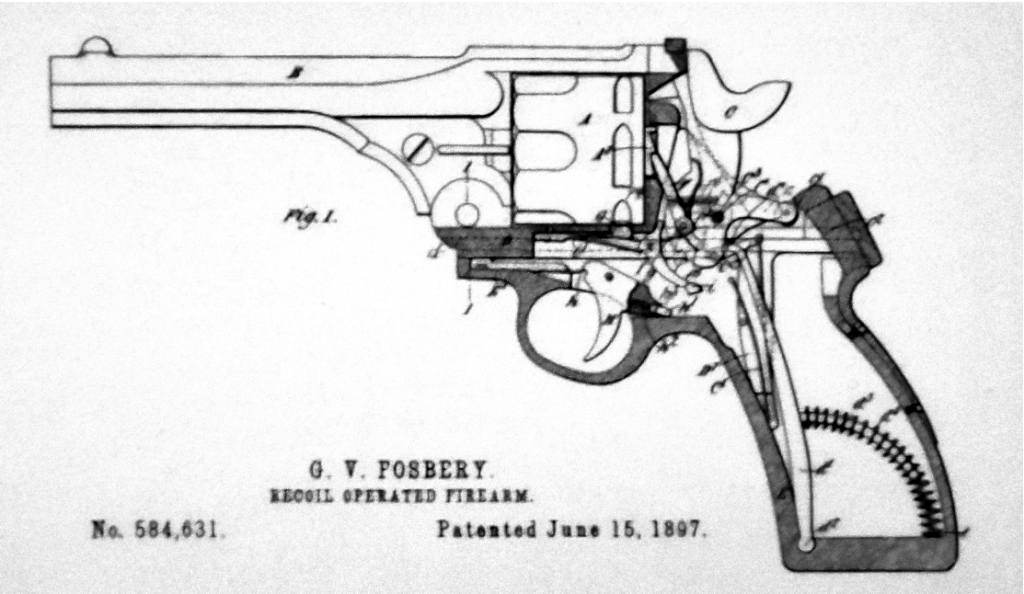
Webley-Fosbery Patent 1897
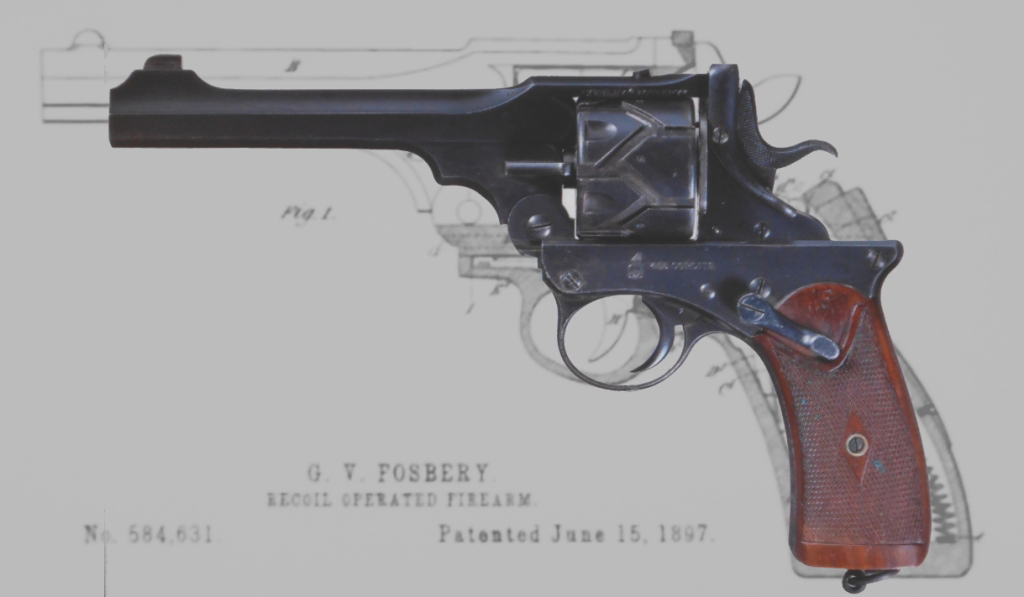
Webley-Fosbery .455 Revolver
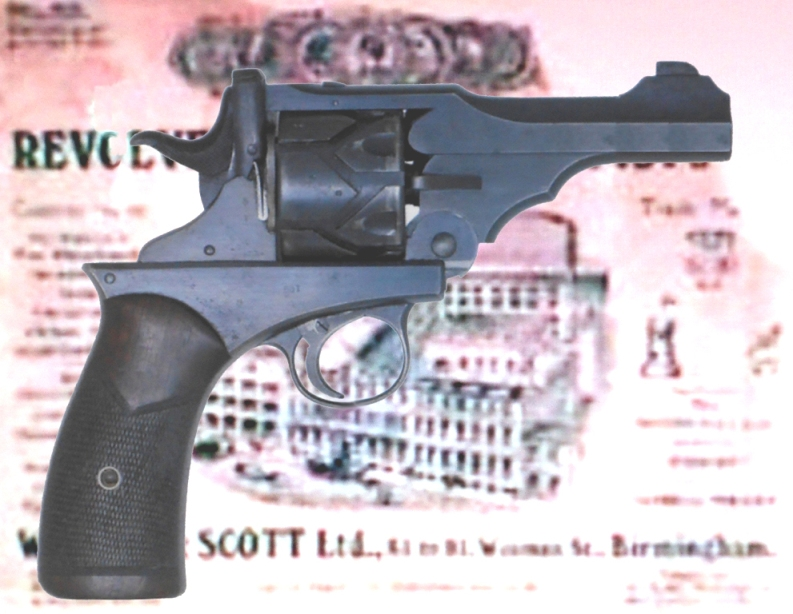
Webley-Fosbery .455, Variante
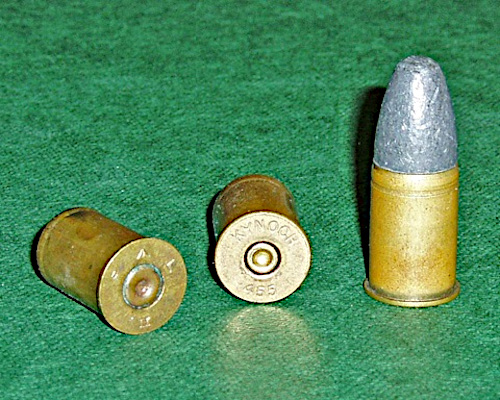
.455in SAA Ball Patronen
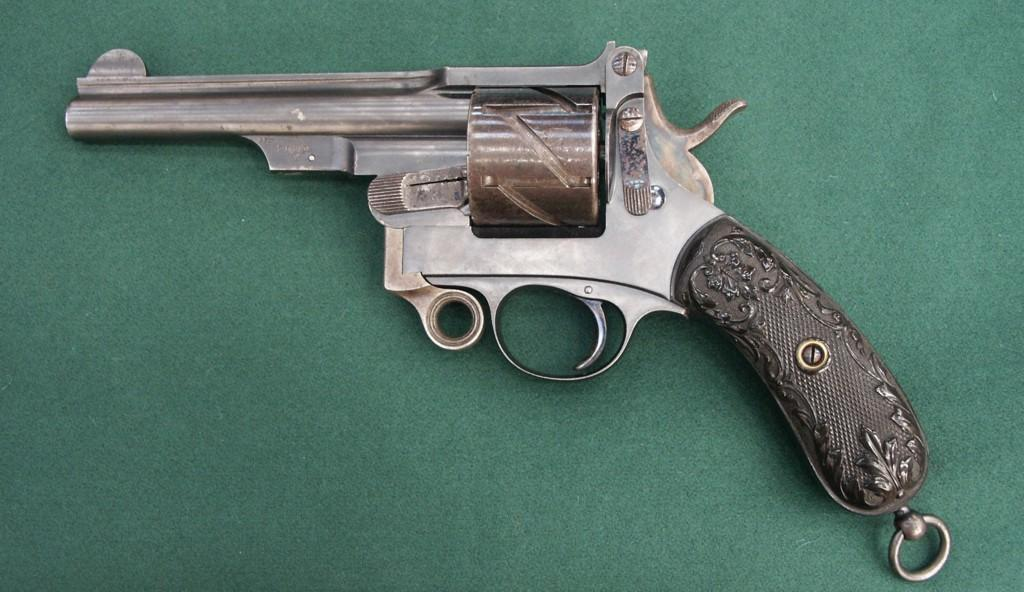
Mauser M78 Trommeltransport
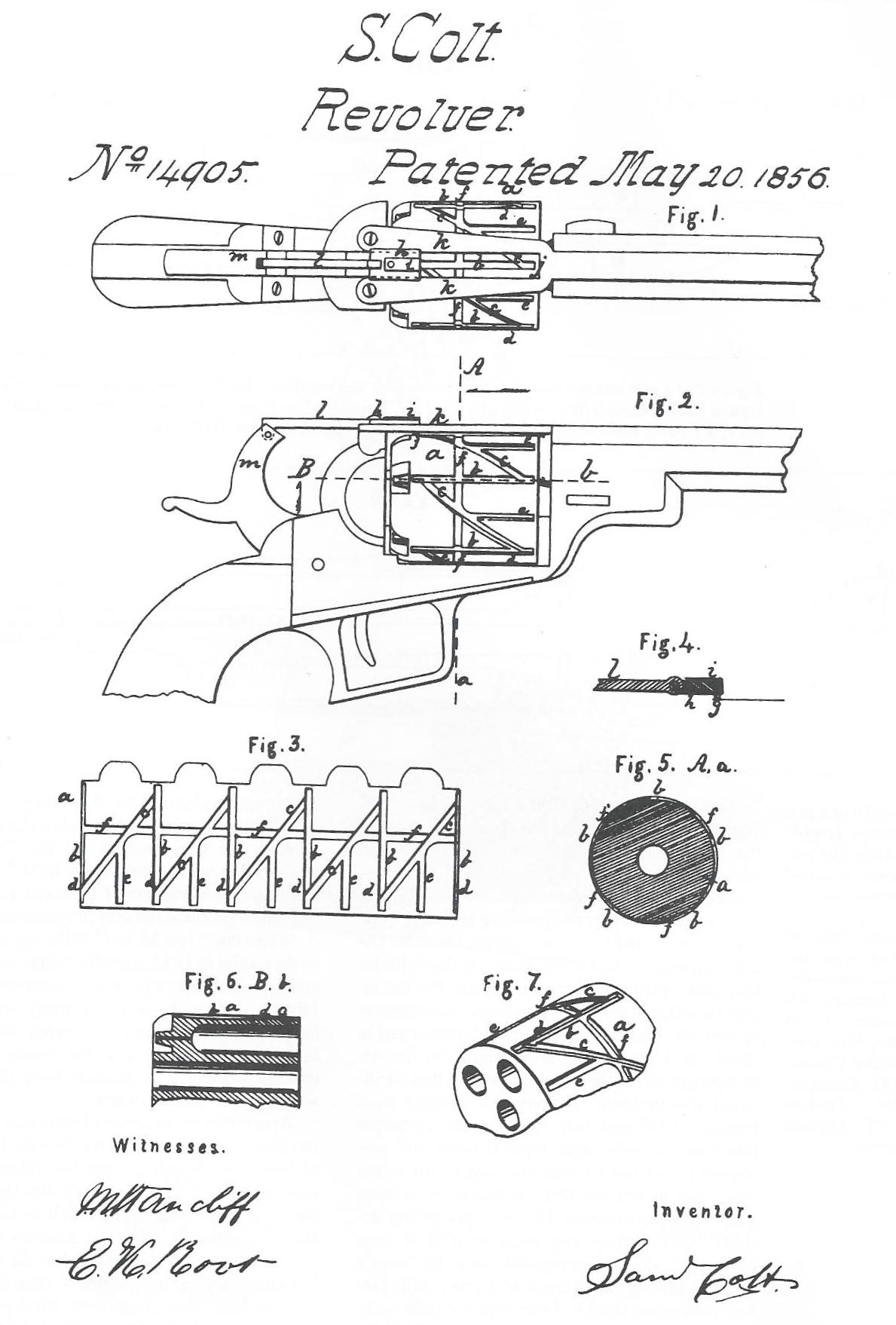
Colt-Root Patent 1856, Trommel mit zick-zack Einfräsung